# Vesna Vulović
Vesna Vulović, en serbi: Весна Вуловић, (Belgrad, 3 de gener del 1950 - Belgrad, 23 de desembre de 2016) és la dona que té el rècord mundial de caiguda lliure sense paracaigudes. Als vint-i-dos anys va ser considerada una heroïna nacional a Iugoslàvia i una celebritat de primer ordre als Balcans i a tot el món. Hostessa de vol i activista política, aprofitant la seva visibilitat com a llegènda pàtria, va expressar obertament el seu rebuig al règim de Slobodan Milošević i va encapçalar manifestacions a la Revolució Bulldozer que va propiciar el seu derrocament.

## Caiguda lliure
El 26 de gener del 1972, a l'avió al qual treballava va esclatar una bomba, posada pel grup terrorista d'extrema dreta Ústaixa segons el govern iugoslau, mentre volava per sobre de la República Txeca en direcció a Belgrad i a una alçada de 10.160 metres. Segons la versió oficial, l'avió es va trencar en dos trossos, va caure durant tres minuts en caiguda lliure i va xocar contra la falda d'una muntanya gelada, prop de la localitat de Srbská Kamenice. Immediatament, els serveis secrets txecoslovacs van segellar la zona i van impedir el pas a tothom. Malgrat això, hi ha la versió d'un home que vivia a la zona, segons el qual ell va trobar Vulović pels seus crits, a sota del cos d'una companya seva i amb un carret de càtering clavat a l'esquena. Va ser l'única supervivent de les vint-i-vuit persones que hi havia a l'avió. Es va trencar les cames, tres vèrtebres i el crani. Va estar tres dies en coma, després dels quals es va despertar i va demanar una cigarreta. Va estar un mes entrant i sortint del coma, després del qual ja tornava a caminar, va seguir fent recuperació i al setembre va reprendre la seva feina d'hostessa.
Afirma que va oblidar tot el que havia passat des d'una hora abans del vol fins a un mes després però no ha sofert cap trauma psicològic ni cap mania als vols, de fet vola amb regularitat. Assegura que la seva supervivència no és qüestió de bona sort. De caràcter tranquil i filosofia optimista, a diferència dels altres ella no va patir un atac de cor pels esdeveniments.

## Activisme polític
Vulović tenia intenció de tornar a la seva vida normal després de la caiguda de l'avió però no va poder evitar ser un focus d'atenció. Ha aprofitat per donar veu i visibilitat a les idees i accions en contra del règim de Tito, a favor de la democràcia, de la pau entre serbis i croats, la lluita contra la desigualtat i en defensa dels serbis com a poble oprimit. Això li va costar que en 1990 li fessin fora de la feina i caure en desgràcia a nivell oficial. L'any 2000 va participar activament a manifestacions i protestes contra Milošević fins al seu derocament. Quan es va fer efectiu, ella va ser una de les persones que van sortir fent el símbol de la victòria al balcó de la city hall devant dels serbis. No ha deixat mai de participar activament a la política, sent una defensora de l'ex-president socialista Boris Tadić.
Encara avui, sempre que l'entrevisten es manifesta en contra del nacionalisme i defensa que ella no és més supervivent que els seus compatriotes: "nosaltres els serbis som supervivents. Hem sobreviscut al comunisme, a Tito, la guerra, la pobresa, bombardejos, sancions i a Milošević. Simplement volem una vida normal".

## Cultura popular
"Vesna" va passar a ser un nom de moda per a les nenes. Es va crear la llegenda de que aquest nom porta sort, i també la mateixa persona de Vesna Vulović. Així, els passatgers serbis seien al seu costat dient-li que així sentien la confiança de que si passava res es salvarien.
La seva història va convertir-se en un conte popular a la era de la guerra freda. Li van dedicar cançons, com Vesna, l'hostessa de vol, de Miroslav Ilic, i durant més de vint anys ha estat apareixent freqüentment als programes més populars de la televisió iugoslava. També el grup musical valencià La Fúmiga li dedicà, el 2024, una cançó titulada "Rècord mundial".

## Premis i honors
El Mariscal Tito la va rebre amb honors després de l'accident i, aprofitant la seva fama fora del país, l'utilitzava de manera més o menys velada com a propaganda. En 1985, Paul McCartney li va entregar a Londres el guardó del Llibre Guinness dels Records, com a "supervivent a la caiguda des de més alçada sense paracaigudes". Aquest premi li ha estat retirat després a causa de sospites que en realitat l'avió podia haver sofert un atac aeri militar.